# Flat Earth Society (band)
Flat Earth Society (FES) is een Belgisch bigband-ensemble gesticht door en onder leiding van Peter Vermeersch. Het repertoire van de band is een onkarakteristieke mengeling van elementen uit de jazz, rock, punk vermengd met chaotische creativiteit.

## Geschiedenis
Niet lang nadat de groep X-Legged Sally ophield te bestaan, begon het idee om een band op te richten vorm te krijgen. De band kreeg de naam Flat Earth Society. In 1997 verzorgden de bandleden hun eerste optreden, een uitvoering van een compositie die Peter Vermeersch schreef als begeleiding van een circusact van De Circusplaneet tijdens het Oorsmeer-festival. Ze waren eveneens te horen in het nummer Porque te Vas van A Group, de avant-gardepopband van Peter Vermeersch. Vermeersch was ook actief bij de groepen Union en Maximalist!
Bredere bekendheid kwam er dankzij een optreden in het programma Levende Lijven op het Vlaamse radiostation Radio 1. Dit optreden werd opgenomen en later uitgebracht onder de titel Live at the Beursschouwburg 1999. Tijdens dit optreden speelde de band composities van Peter Vermeersch en covers van bestaande jazznummers. Door het faillissement van het Viakra-label werd dit album slechts beperkt verspreid. Peter Vermeersch besloot daarop zijn eigen platenlabel met de naam Zonk!Records op te richten.

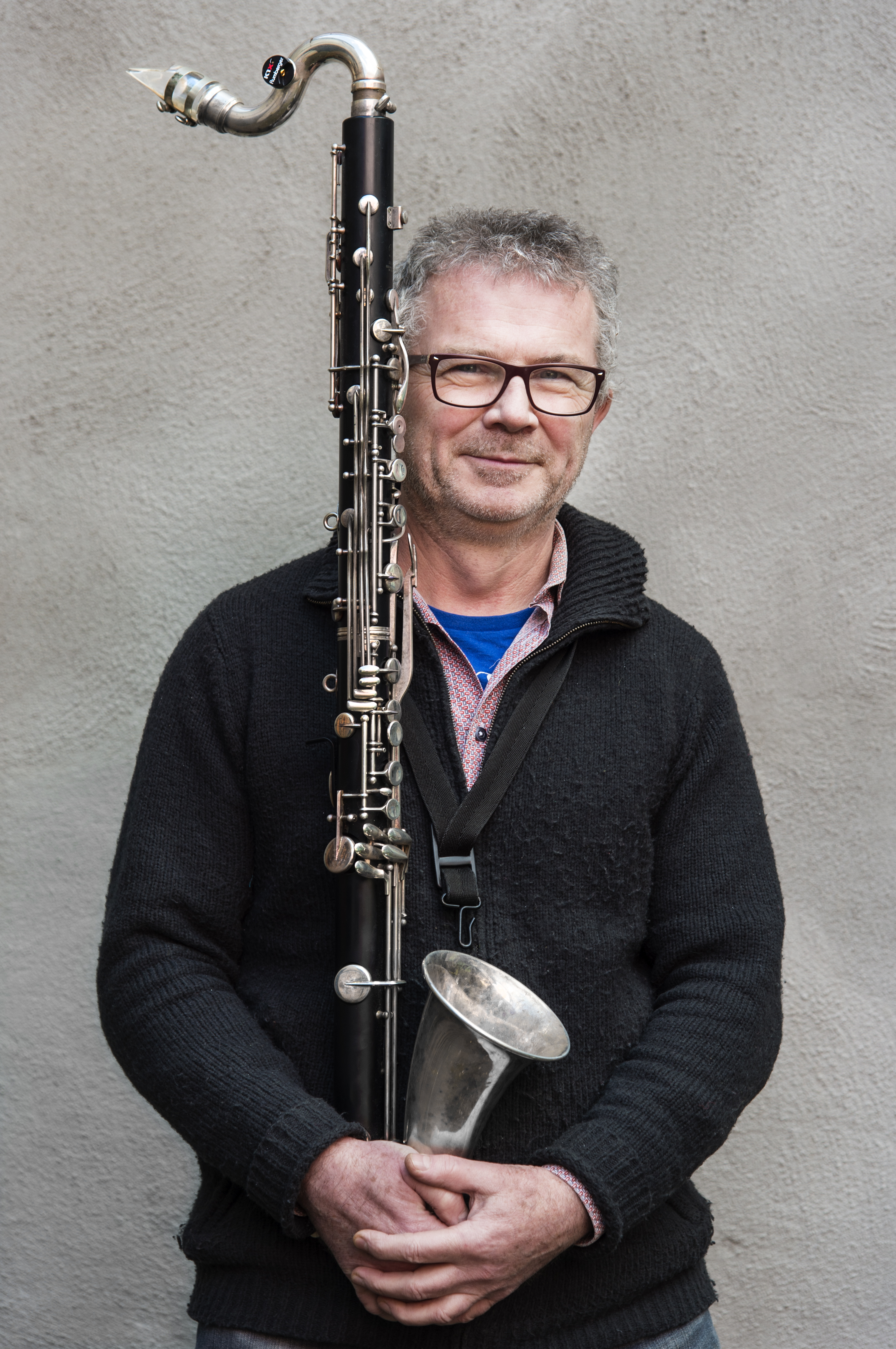
Peter Vermeersch, bezieler van Flat Earth Society

2000 werd een druk jaar: de band toerde door België, trad opnieuw op tijdens de laatste uitzending van Levende Lijven, en bracht het eerste album uit op Zonk!Records: Bonk. Het album bestaat uit een aantal oude composities van Peter Vermeersch en andere leden van de band, maar eindigt met twee covers van nummers van The Residents. FES speelde ook in het theaterstuk Larf van Josse De Pauw, en de muziek van dit optreden werd later datzelfde jaar uitgebracht. Ondertussen componeerde Peter Vermeersch ook nog de muziek voor Minoes, een kinderfilm van de Belgische filmregisseur Vincent Bal naar een verhaal van Annie M.G. Schmidt.
In 2002 was Flat Earth Society het huisorkest van het Brugge2002-festival, waar ze meewerkten aan het project Benenwerk, dat als doel had het stadscentrum van Brugge om te toveren in een grote balzaal. In hetzelfde jaar bracht de band zijn tweede studioalbum, Trap, uit en in augustus speelden de bandleden op de laatste avond van het gratis Brusselse festival Boterhammen in de Stad de première van hun Louis-Armstrong-project The Armstrong Mutations. Een tournee en cd volgden in 2003.
Op verzoek van Gerard Mortier werkte Vermeersch intussen aan een opera op basis van het libretto Heliogabal van Thomas Jonigk, met podiumaanwijzingen door Roy Faudré. De première van de opera vond plaats op 8 mei 2003 in Duisburg tijdens het festival Ruhr Triennale. In 2005 werd de opera in een bewerkte versie van Josse De Pauw op verschillende plaatsen in België opgevoerd.
Na een ontmoeting tussen Vermeersch en jazzcomponist en -pianist Uri Caine, besloten de twee in 2003 om samen te werken. Uit deze samenwerking kwamen bewerkingen van oude composities en nieuwe stukken voort. In 2004 ging FES met Uri Caine op tournee.
Inmiddels zorgde het internationale succes van de band ervoor dat het gemakkelijker werd distributiecontracten te sluiten. Eerst werd via Ipecac het compilatiealbum ISMS uitgebracht. In 2006 sloten ze een contract met Crammed Discs en brachten het album Psychoscout uit. In 2009 volgde bij hetzelfde label de cd Cheer Me, Perverts!. De titel is een anagram van 'Peter Vermeersch', de cd bevat trouwens meerdere anagrammen als titel.
In oktober 2016 ging "S.S. Belgenland Wereldcruise" in première in het Red Star Line museum in Antwerpen. FES werd gevraagd aan de slag te gaan met gevonden filmmateriaal, een van de eerste "home movies" gemaakt door een deelnemer van de cruise. Dit naar analogie met wat FES in 2005 deed met "De Oesterprinses", een stille film van Ernst Lubitsch uit 1919.

## Leden
Flat Earth Society is een bigband met een vaste bezetting. Onderstaande lijst is samengesteld door het management. Gastmuzikanten zijn niet vermeld.
Huidige bezetting (2020):
- Benjamin Boutreur (saxofoon)
- Peter Delannoye (trombone)
- Berlinde Deman (tuba)
- Pauline Leblond (trompet)
- Frederik Leroux (gitaar)
- Bart Maris (trompet)
- Michel Mast (saxofoon)
- Marc Meeuwissen (trombone)
- Martí Melià Margañon (klarinet)
- Kristof Roseeuw (contrabas)
- Wim Segers (vibrafoon)
- Peter Vandenberghe (keyboards)
- Bruno Vansina (saxofoon)
- Teun Verbruggen (percussie)
- Peter Vermeersch (klarinet, componist)

Oud-leden:
- David Bovée (gitaar)
- Pierre Vervloesem (gitaar)
- Jan De Backer (trombone)
- Leonaar De Graeve (tuba)
- Anja Kowalski (zang, keyboards)
- Pieter Lamotte (bastrombone)
- Eric Morel (saxofoon)
- Roel Poriau (percussie)
- Danny Van Hoeck (percussie)
- Tom Wouters (klarinet, percussie)
- Wim Willaert (accordeon)
- Luc Van Lieshout (trompet)
- Stefaan Blancke (trombone)
- Thomas Mayade (trompet)

## Discografie
- Live at the Beursschouwburg 1999 (1999)
- Bonk (2000)
- Larf (2001)
- Minoes (2002)
- Trap (2002)
- The Armstrong Mutations (2003)
- ISMS (2005)
- Psychoscout (2006)
- De Oesterprinses (2006)
- Cheer Me, Perverts! (2009)
- Answer Songs (2009)
- 13 (2013)
- Call sheets, Riders & Chicken Mushroom (2014)
- Boot en Berg (2014)
- FES XL S (2014)
- Terms of Embarrassment (2016)
- SS De Belgenland (2016)
- Boggamasta (2017)
- Untitled #0 (2018)